# Cella di Palmia
Cella di Palmia, nota anche come Cella Corte di Palmia, è una frazione del comune di Terenzo, in provincia di Parma.
La località dista 8,12 km dal capoluogo.

## Geografia fisica
La località sorge sul versante sinistro della val Baganza.

## Storia
In epoca medievale a presidio della zona fu edificato a Palmia un castello, per volere di una delle casate de Comitatu Parmensi; nel 1054 Rodolfo da Viarolo lo acquistò dal suo familiare Alberto da Viarolo, figlio di Magnifredo.
Entro il 1230 fu costruita a Cella la cappella, dipendente dalla pieve di Bardone.
In seguito il feudo passò ai nobili da Palmia, che nel 1343 lo alienarono a Rolando, Ugolino e Andreasio de' Rossi.
Agli inizi del XVII secolo Giuseppe Machirelli fu investito dai duchi di Parma del titolo comitale, con l'assegnazione dei feudi di Cella di Palmia e Carrara; i suoi eredi ne mantennero i diritti fino alla loro abolizione sancita da Napoleone per il ducato di Parma e Piacenza nel 1805.
All'inizio dell'anno seguente Cella di Palmia divenne frazione del nuovo comune (o mairie) di Selva del Bocchetto, dopo pochi mesi ribattezzato Lesignano Palmia, ma con sede tra il 1811 e il 1914 a Boschi di Bardone; nel 1924 il comune fu rinominato Terenzo, dal centro abitato in cui fu spostata definitivamente la sede municipale.

## Monumenti e luoghi d'interesse

### Chiesa di San Bartolomeo Apostolo

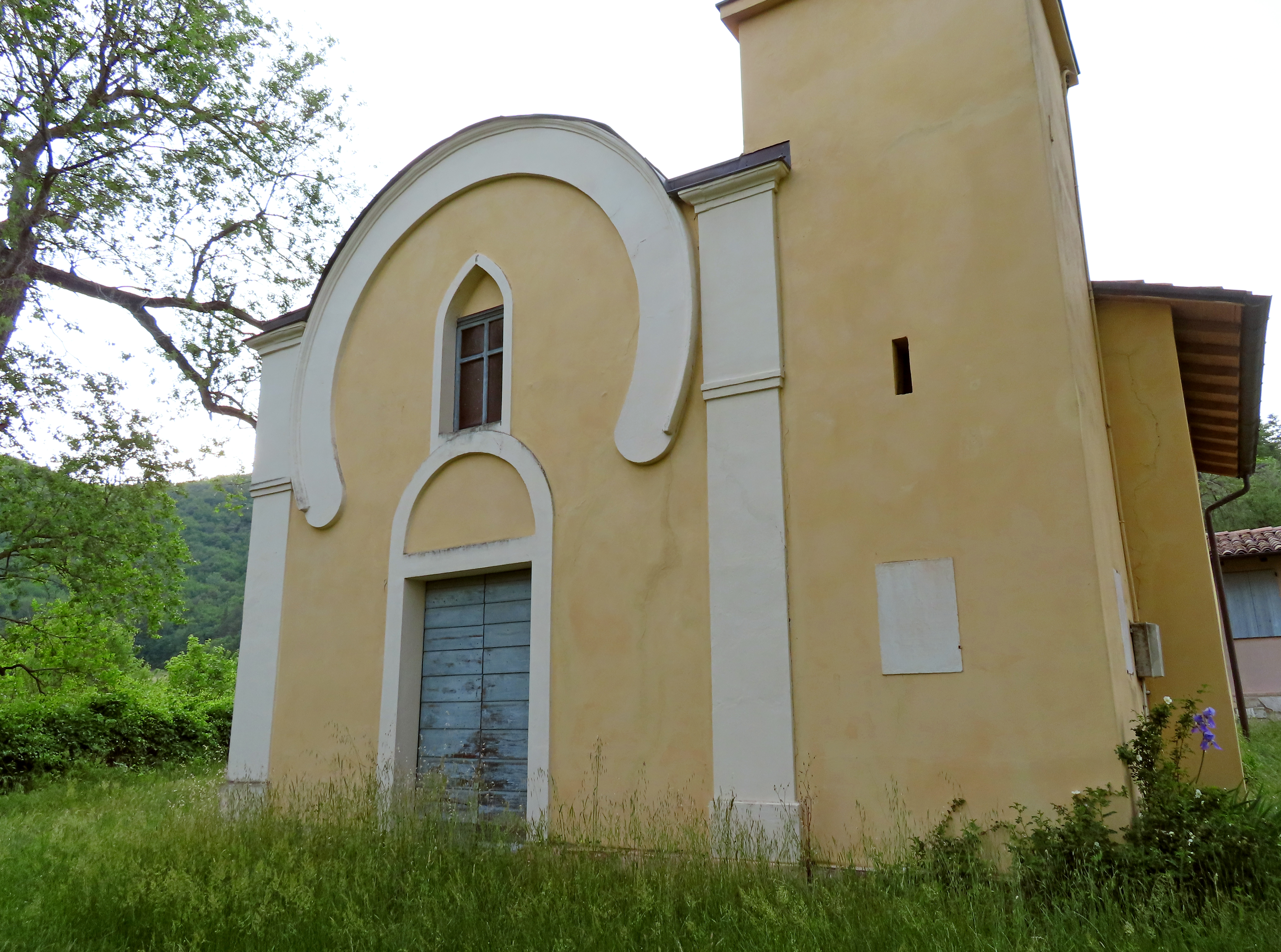
Chiesa di San Bartolomeo Apostolo

Menzionata per la prima volta nel 1230, la chiesa, ormai degradata, fu risistemata completamente nel 1851; modificata e decorata internamente tra il 1876 e il 1880, fu ristrutturata in forme liberty nel 1952 con la realizzazione della nuova facciata e la sopraelevazione del campanile. Il luogo di culto, affiancato da tre cappelle aggiunte tra il 1684 e i primi anni del XX secolo, è decorato con lesene e paraste doriche.